# Журнал невоспроизводимых результатов
Журнал невоспроизводимых результатов (англ. The Journal of Irreproducible Results) — шуточный научный журнал. Журнал был основан в Израиле в 1955 году двумя израильтянами: вирусологом Алексом Коном и физиком-теоретиком Гарри Липкиным. Он содержит уникальный набор шуток, сатиры на научную практику, научные карикатуры и обсуждения смешных, но реальных историй. Журнал сменил нескольких главных редакторов. Начиная с 2004 года, публикуется в городе Сан-Матео, штат Калифорния, США.

## История
Медицинский исследователь Джордж Шерр был издателем с 1964 по 1989 год, после чего Журнал невоспроизводимых результатов был опубликован издательством Blackwell. Марк Абрахамс был редактором с 1991 года по 1994 год, после чего создал конкурирующий журнал — «Анналы невероятных исследований» — и Шнобелевскую премию.
В 1994 году в редакцию вернулся Джордж Шерр, который был издателем и редактором до 2003 года.
В 2004 году редактором и издателем стал астроном Норман Сперлинг.